# Adenocarpus anagyrifolius
Adenocarpus anagyrifolius är en ärtväxtart som beskrevs av Ernest Saint-Charles Cosson och Benedict Balansa. Adenocarpus anagyrifolius ingår i släktet Adenocarpus och familjen ärtväxter. Inga underarter finns listade i Catalogue of Life.